# 格里爾鎮區 (印地安納州沃里克縣)
格里爾鎮區（英語：Greer Township）是位於美國印地安納州沃里克縣的一個行政鎮區。

## 地方資料
根據2010年美國人口普查的數據，格里爾鎮區的面積為104.10平方千米，當中陸地面積為102.30平方千米，而水域面積為1.80平方千米。當地共有人口1883人，而人口密度為每平方千米18.09人。